# Муссо
Муссо (итал. Musso) — коммуна в Италии, располагается в регионе Ломбардия, в провинции Комо.
Население составляет 1060 человек (2008 г.), плотность населения составляет 267 чел./км². Занимает площадь 4 км². Почтовый индекс — 22010. Телефонный код — 0344.
Покровителем коммуны почитается священномученик Власий Севастийский (San Biagio), празднование 3 февраля.

## Демография
Динамика населения:

## Администрация коммуны
- Официальный сайт: